# Réveil d'Asbury
Le réveil d'Asbury est un réveil chrétien qui a eu lieu en 2023 à l'Université d'Asbury à Wilmore, dans le Kentucky. Ce réveil a été déclenché spontanément à l'auditorium Hughes le 8 février 2023 lorsque des étudiants y ont prolongé le culte qui y était régulièrement célébré. Après le rassemblement, le président de l'université, Kevin Brown, a diffusé un e-mail de deux phrases : « Il y a un culte qui se déroule à Hughes. Vous êtes les bienvenus. » La nouvelle s'est rapidement répandue sur les réseaux sociaux et dans les publications chrétiennes en ligne  et le phénomène a fait boule de neige les jours suivants, attirant environ 15 000 personnes chaque jour jusqu'au 24 février, jour où l'administration de l'université interdit les services religieux non officiels. Au total, pendant les 16 jours de réveil, ce sont 50 000 à 70 000 visiteurs qui se sont rendus à Wilmore pendant ce réveil, venant de plus de 200 établissements universitaires de plusieurs pays,. Les participants étant majoritairement des membres de la génération Z.Il y avait déjà eu des réveils similaires à Asbury, notamment celui de 1970, qui avait eu des conséquences profondes sur le méthodisme, la culture des États-Unis et la croissance du Jesus Movement.

## Contexte
L'Université d'Asbury est une université chrétienne privée d'arts libéraux affiliée au mouvement de sanctification, qui fait partie de la mouvance méthodiste. La présence à la chapelle y est obligatoire pour les étudiants certains jours de la semaine. Au cours de son histoire, cette université a connu plusieurs réveils : 1905, 1908, 1921, 1950, 1958, 1970, 1992 et 2006,. Le réveil de 1970 a eu des effets culturels de grande envergure et reste au cœur de la construction de l'identité spirituelle d'Asbury.

## Déroulement
Le mercredi 8 février 2023, une poignée d'étudiants sont restés dans la chapelle après l'un de ces cultes réguliers. L'une d'entre eux, la présidente du corps étudiant Alison Perfater, a déclaré  dans une interview avec Tucker Carlson, que c'était après qu'un étudiant ait décidé de confesser ouvertement certains de ses péchés au petit groupe que « l'atmosphère a changé. » Selon elle :

« Sans raison apparente, le mercredi 8 février, le culte ne s'est pas terminé. C'est un peu l'aspect logistique de ce qui s'est passé. Plus profondément, ce qui se passe ici depuis mercredi, c'est qu'une armée de jeunes croyants se lève pour revendiquer le christianisme, la foi, comme la leur, en tant que jeune génération et génération libre, et c'est pourquoi les gens n'en ont jamais assez. »

Au départ, seules les publications étudiantes et les cercles méthodistes partageaient les nouvelles de l'événement. Le réveil a été décrit comme calme, certains commentateurs ayant noté l'absence de nombreux éléments de « culte contemporain », comme la musique de louange moderne. Le réveil s'est propagé de manière nouvelle, grâce aux réseaux sociaux, au sein de la génération Z qui est la génération la plus irréligieuse de l'histoire des États-Unis,,. Le 15 février, le hashtag "asburyrevival" a enregistré plus de 24 millions de vues sur TikTok, pour atteindre 63 millions le 18 février,.

## Répercussions
Des réactions à ce réveil ont  eu lieu sur d'autres campus universitaires, tels que l'Université de Samford, l'Université de Cedarville et l'Université des Cumberlands. Il a été œcuménique dans son expression, des groupes méthodistes, baptistes, épiscopaux et catholiques romains participant à sa diffusion,,. Des visiteurs ont rapporté au Washington Post des histoires de « miracles et de guérisons » dont ils ont été témoins lors de l'événement, ainsi que l'hospitalité sans précédent des habitants et des étudiants,.